# Grimselbahn
| Logo |                             |                                  |                     |
| Streckenlänge: | ca. 24 km                   |                                  |                     |
| Spurweite: | 1000 mm (Meterspur)         |                                  |                     |
| Stromsystem: | 11 kV oder 15 kV, 16,7 Hz ~ |                                  |                     |
| Maximale Neigung: | 59,8 ‰                      |                                  |                     |
| Minimaler Radius: | 150 m                       |                                  |                     |
| |                             |                                  |                     |
| \| \| 0,00 \| von Meiringen \| von Meiringen \| \| \| 5,03 \| Innertkirchen Kraftwerk \| 633 m ü. M. \| \| \| 5,60 \| Nordportal \| 659 m ü. M. \| \| \| \| Tunnel Bänzlouwi \| \| \| \| 12,70 \| Guttannen \| 1058 m ü. M. \| \| \| \| Tunnel Netzrichti \| \| \| \| \| \| \| \| \| 18,10 \| Handegg Anschluss zur Gelmerbahn \| 1329 m ü. M. \| \| \| \| \| \| \| \| \| Grimseltunnel \| \| \| \| \| Kantonsgrenze BE–VS \| \| \| \| 24,25 \| Scheitelpunkt \| 1390 m ü. M. \| \| \| 27,80 \| Südportal / MGB von Andermatt \| 1369 m ü. M. \| \| \| \| Furka-Bergstrecke von Realp \| \| \| \| \| Anschlussgleis zur MGB \| \| \| \| 23,79 \| Oberwald (MGB / DFB) \| 1366 m ü. M. \| \| \| \| MGB nach Brig \| \| \| \| \| \| \| \| Quellen: [1][2][3] \| \| \| \| |                             |                                  |                     |
| Strecke | 0,00                        | von Meiringen                    | von Meiringen       |
| Kopfbahnhof Strecke ab hier außer Betrieb | 5,03                        | Innertkirchen Kraftwerk          | 633 m ü. M.         |
| Tunnelanfang (Strecke außer Betrieb) | 5,60                        | Nordportal                       | 659 m ü. M.         |
| Strecke (außer Betrieb) (im Tunnel) |                             | Tunnel Bänzlouwi                 | Tunnel Bänzlouwi    |
| Bahnhof (Strecke außer Betrieb) (im Tunnel) | 12,70                       | Guttannen                        | 1058 m ü. M.        |
| Strecke (außer Betrieb) (im Tunnel) |                             | Tunnel Netzrichti                | Tunnel Netzrichti   |
| |                             |                                  |                     |
| Bahnhof (Strecke außer Betrieb) (im Tunnel) | 18,10                       | Handegg Anschluss zur Gelmerbahn | 1329 m ü. M.        |
| |                             |                                  |                     |
| Strecke (außer Betrieb) (im Tunnel) |                             | Grimseltunnel                    | Grimseltunnel       |
| Grenze (Strecke außer Betrieb) (im Tunnel) |                             | Kantonsgrenze BE–VS              | Kantonsgrenze BE–VS |
| Kulminations-/Scheitelpunkt (Strecke außer Betrieb) (im Tunnel) | 24,25                       | Scheitelpunkt                    | 1390 m ü. M.        |
| Strecke von links und Tunnelende · Kreuzung mit Tunnelstrecke und Streckenende (Strecke geradeaus außer Betrieb) (im Tunnel) · Kreuzung mit Tunnelstrecke | 27,80                       | Südportal / MGB von Andermatt    | 1369 m ü. M.        |
| |                             | Furka-Bergstrecke von Realp      |                     |
| |                             | Anschlussgleis zur MGB           |                     |
| Bahnhof · Kopfbahnhof Streckenende | 23,79                       | Oberwald (MGB / DFB)             | 1366 m ü. M.        |
| Strecke |                             | MGB nach Brig                    | MGB nach Brig       |
| |                             |                                  |                     |
| Quellen: |                             |                                  |                     |

Die Grimselbahn, auch Grimselstrecke genannt, ist ein Schweizer Eisenbahnprojekt einer Neubaustrecke mit dem ca. 22 km langen Grimseltunnel als Kernstück, dessen Projektierung 2019 von der Bundesversammlung beschlossen wurde.[veraltet]

## Projekt
Der Tunnel soll nicht nur eine Schmalspurverbindung von Innertkirchen (633 m ü. M.) nach Oberwald (1366 m ü. M.) und damit zwischen der Strecke der Meiringen-Innertkirchen-Bahn und dem Netz der Matterhorn-Gotthard-Bahn eröffnen, sondern auch zur Verlegung einer Starkstromleitung der Swissgrid dienen. Die geplante Strecke überwindet auf ca. 24 km Strecke 733 Höhenmeter mit einer maximalen Neigung von unter 60 ‰ und kann somit als Adhäsionsbahn betrieben werden. Der Tunnel wird in Guttannen (1057 m ü. M.) für eine in offener Bauweise errichtete talseitig offene Haltestelle unterbrochen, während für das Tourismusgebiet Handegg eine unterirdische Haltestelle (1327 m ü. M.) vorgesehen ist.

## Touristischer Nutzen
Vom Projekt versprechen sich die Befürworter zunächst einen touristischen Nutzen durch ein zusammenhängendes, nun 844 km langes Schmalspurnetz: Von Interlaken Ost bzw. Luzern/Engelberg aus könnten damit Brig, Visp und Zermatt sowie Graubünden erreicht werden. Dazu entstände auch ein wintersicherer Zugang zum Obergoms. Auch der Landschaftsschutz soll profitieren, denn mit einer Verlegung der Stromleitung in den Tunnel können die 121 Leitungsmasten im Grimselgebiet entfernt werden.
Bei der Fertigstellung würde der Grimseltunnel mit seiner Gesamtlänge von 22 km den 1999 eröffneten, 19 km langen Vereinatunnel als weltweit längsten Meterspur-Eisenbahntunnel übertreffen.

## Fahrzeuge
Nördlich und südlich des geplanten Grimseltunnels werden zwei verschiedene, nicht kompatible Zahnstangensysteme verwendet. Bei der Zentralbahn kommt das System Riggenbach zum Einsatz, ihre Fahrzeuge könnten bis Andermatt und Fürgangen-Bellwald Talstation verkehren. Die Matterhorn-Gotthard-Bahn verwendet das System Abt, deren Fahrzeuge könnten bis Interlaken Ost fahren, aber nicht über den Brünig nach Luzern. Fahrzeuge zu bauen, die mit beiden Zahnstangensystemen zurechtkommen, ist nicht vorstellbar. Die Zentralbahn versuchte, die Zahnradbremse durch Magnetschienenbremsen zu ersetzen. Nach erfolgreichen Bremsversuchen konzipierte sie einen dreiteiligen 138 Tonnen schweren Adhäsions-Triebzug, der das ganze zusammenhängende Meterspurnetz befahren könnte. Die Fahrgeschwindigkeit auf Zahnstangenabschnitten wäre bergwärts 40 km/h und talwärts vom Gefälle abhängig.

## Kosten-Nutzen
Die Promotoren gehen in einer von ihnen in Auftrag gegebenen Machbarkeitsstudie von 400'000 Passagieren pro Jahr aus. Damit wird das Potenzial der Grimselbahn im Durchschnitt um 35 bis 40 Prozent ausgeschöpft.
Das Bundesamt für Verkehr (BAV) steht dem Bahnprojekt skeptisch gegenüber. Für den Ausbauschritt 2035 der Bahn hat es das Projekt geprüft. Das BAV stellte damals fest, dass die Grimselbahn ein ungenügendes Nutzen-Kosten-Verhältnis aufweise. Das Projekt wurde deshalb auch nicht in den Ausbauschritt aufgenommen. Ursprünglich wurde mit geschätzten Kosten von 250 Millionen Franken gerechnet. Aktuell gehen die Befürworter von Kosten im Umfang von ca.  660 Millionen Franken aus, was sich negativ auf das Nutzen-Kosten-Verhältnis auswirkt.

## Politischer Prozess
Im März 2023 wurde der Vorstoss des Mitte-Ständerats Beat Rieder im Ständerat behandelt. Der Vorstoss sah vor, dass der Bund die Finanzierung für den multifunktionalen Grimseltunnel sicherstellen soll. Der Vorstoss wurde zwar als zu weitgehend abgelehnt, der Ständerat beauftragte jedoch den Bundesrat, den multifunktionalen Tunnel gleichwohl zu planen. Der Nationalrat befand im Mai 2023 über das Geschäft. Er will die Realisierung eines multifunktionalen Grimseltunnels prüfen lassen, hat aber Änderungen an der Motion des Ständerats angebracht, um etwas Tempo aus dem Projekt zu nehmen. Das Geschäft ging damit zurück an den Ständerat. Dieser stimmte im Juni 2023 dem abgeänderten Motionstext des Nationalrates zu.